# Indigofera filipes
Indigofera filipes är en ärtväxtart som beskrevs av William Henry Harvey. Indigofera filipes ingår i släktet indigosläktet, och familjen ärtväxter. Inga underarter finns listade i Catalogue of Life.